# Siutkowo
Siutkowo – wieś w Polsce położona w województwie kujawsko-pomorskim, w powiecie aleksandrowskim, w gminie Waganiec.

## Podział administracyjny
Wieś duchowna, własność kapituły włocławskiej, położona była w II połowie XVI wieku w powiecie brzeskokujawskim województwa brzeskokujawskiego. W latach 1975–1998 miejscowość administracyjnie należała do województwa włocławskiego. Wieś sołecka – zobacz jednostki pomocnicze gminy Waganiec w BIP.

## Charakterystyka

### Położenie
Graniczy z: Nowym Zbrachlinem, Zbrachlinem od południa z Siutkówkiem, przez zachodnią część wsi przebiega droga krajowa nr 91. Do Aleksandrowa jest 16 km.

### Zabudowania
Budynków ogółem – 28, zwodociągowanych – 27, skanalizowanych – 26.

### Demografia
Liczba ludności rok 2009 ogółem 142, w tym: mężczyźni 69, kobiety 73. Liczba ludności rok 2011 (Narodowy Spis Powszechny) ogółem 145, w tym: mężczyźni 71, kobiety 74. Prawie 1/4 mieszkańców (22,1%) nie przekroczyła jeszcze 18. roku życia.